# Koroniec błękitny
Koroniec błękitny (Goura scheepmakeri) – gatunek dużego ptaka z rodziny gołębiowatych (Columbidae). Występuje endemicznie na Nowej Gwinei. Narażony na wyginięcie.

## Taksonomia
Po raz pierwszy formalnie gatunek opisał Otto Finsch w 1876 na łamach „Proceedings of the Zoological Society of London”. Holotyp pochodził prawdopodobnie z południowej części Nowej Gwinei, miejsca leżącego naprzeciwko wyspy Yule. Autor nadał nowemu gatunkowi nazwę Goura scheepmakeri. Nazwa ta jest obecnie (2022) akceptowana przez Międzynarodowy Komitet Ornitologiczny. Uznaje on ten gatunek za monotypowy. Za podgatunek korońca błękitnego uznawano korońca rdzawoskrzydłego (G. sclaterii), ale został on wydzielony jako osobny gatunek na podstawie różnic w upierzeniu oraz badań filogenetycznych.

## Morfologia

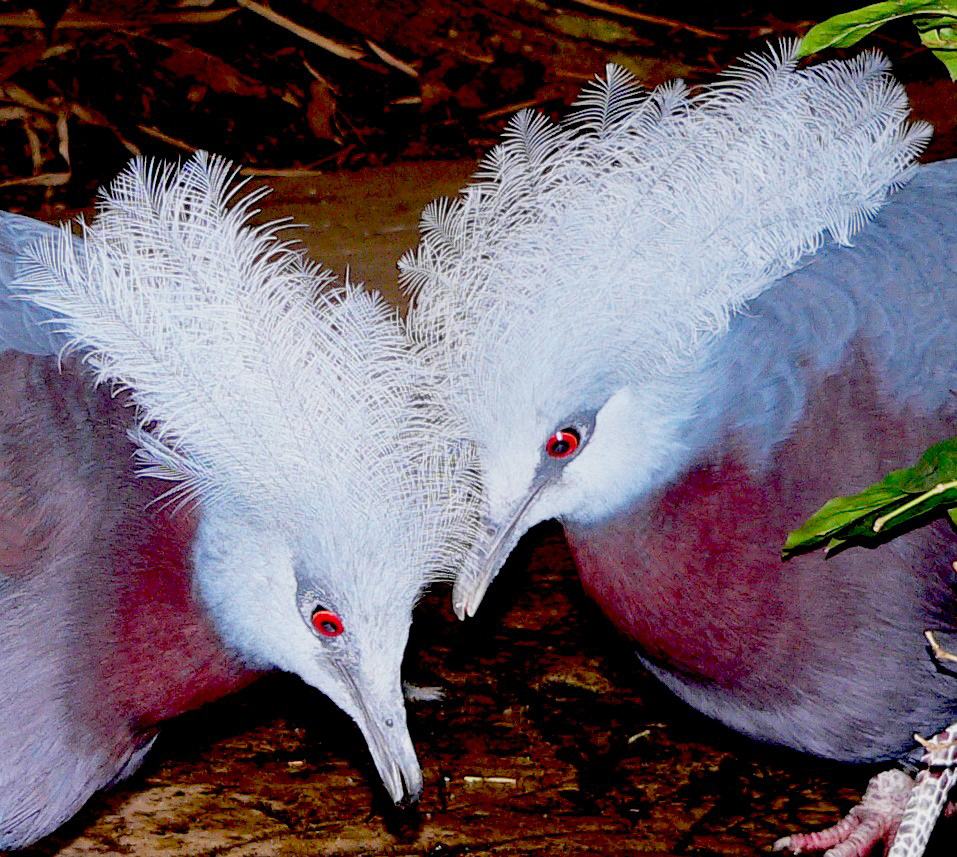
Ozdobny czub osobników sfotografowanych w zoo

Długość ciała wynosi 71–79 cm; masa ciała 2000–2235 g. Długość skrzydła to 370–380 mm.
Dalszy opis dotyczy ptaków podgatunku G. s. sclaterii. Czoło, wierzch i tył głowy szaroniebieskie. Pióra na wierzchu i z tyłu głowy mocno wydłużone. Tworzą spłaszczony czub. Pióra kantarka i wokół oka czarne, w tył przechodzą w intensywny, niebieskoszary kolor. Tył szyi pokrywają niebieskoszare pióra, które stopniowo w tył wpadają w kolor ciemnołupkowy, obejmujący barkówki i górną część grzbietu. Każde z łupkowych piór ma przed końcem popielaty pasek, co nadaje całemu obszarowi łuskowany wygląd. Pokrywy skrzydłowe mniejsze mają głęboką, niebieskoszarą barwę. Mają kasztanowe obrzeżenia, które stopniowo stają się większe, aż do utworzenia kasztanowej plamy. Pokrywy skrzydłowe większe mają kontrastującą z resztą skrzydła, kremowobiałą barwę; każde z tych piór wieńczy fioletowa kropka umieszczona na zewnętrznej chorągiewce (mniejsza kropka znajduje się na chorągiewce wewnętrznej). Lotki ciemne, szaroniebieskie. Szaroniebieski grzbiet stopniowo ku kuprowi wpada w czerń. Gardło, broda i pokrywy uszne niebieskoszare, stopniowo pióra zmieniają barwę na ciemniejszą. Przód szyi i pierś porastają pióra o kolorze fioletowokasztanowym. Brzuch szaroniebieski lub czarny, podobnie jak i pokrywy podogonowe. Tęczówka krwistoczerwona, naga skóra wokół oka czarnoszara. Dziób czarniawy lub łupkowy, z szarą woskówką i jasnym zakończeniem. U osobników podgatunku nominatywnego występuje dłuższy czub, z wierzchu ciała brak popielatych pasków na piórach, a na pokrywach skrzydłowych mniejszych brak jest kasztanowych elementów (mogą wystąpić czarne). Fioletowokasztanowy kolor na piersi obejmuje również brzuch, gdzie nabiera jednak jaśniejszego i bardziej matowego odcienia.

## Zasięg występowania
Koroniec błękitny zamieszkuje południowo-wschodnią Nową Gwineę – od Orangerie Bay na północny zachód do rzeki Purari.

## Ekologia i zachowanie
Środowiskiem życia korońców błękitnych są lasy deszczowe o zwartej roślinności, suchsze, bardziej otwarte lasy, lasy galeriowe, w tym na obszarach sezonowo zalewanych. Preferują nizinne lasy na aluwiach, do wysokości 500 m n.p.m., lokalnie do 800 m n.p.m. Ptaki tego gatunku są towarzyskie, zwykle pojawiają się w grupach 3–7 osobników, w czasach historycznych do 30 osobników. Korońce błękitne żerują na ziemi, gdzie poszukują opadłych owoców i nasion; w wolu jednego ptaka znaleziono resztki kraba. Gorętszą część dnia spędzają ukryte w roślinności. Spłoszony koroniec błękitny woli uciekać piechotą, jeśli odleci, uczyni to głośno; po tym, jak siądzie na gałęzi zaczyna (podobnie jak inne gołębie z rodzaju Goura) nerwowo ruszać ogonem.

### Lęgi
Stwierdzano rozród od końca września do początku listopada, jednak okres lęgowy jest niewątpliwie dłuższy. Gniazdo stanowi zwartą, schludną konstrukcję z gałęzi, martwych łodyg i liści palm. Ptak umieszcza ją od 4 do 15 m nad ziemią na dużej gałęzi. W zniesieniu jedno białe jajo. Ptaki w niewoli rozmnażają się po około 15 miesiącach życia.

## Status i zagrożenia
IUCN uznaje korońca błękitnego za gatunek narażony na wyginięcie (VU, Vulnerable). Zagrożeniem jest głównie wycinka lasów Nowej Gwinei, m.in. pod plantacje olejowców gwinejskich. Drogi utworzone celem dojazdu do miejsca wycinki mogą ułatwić poruszanie się myśliwych. Korońce błękitne zostały w dużej części zasięgu całkowicie wytępione na skutek polowań, głównie dla mięsa i – w mniejszym stopniu – dla piór. Ptaka tego jest jednak trudno ustrzelić łucznikom, strzelby są zaś stosunkowo trudno dostępne na Nowej Gwinei. Spłoszony ptak odlatuje na odległość około 40 m i przysiaduje wysoko wśród drzew, przez co myśliwi posługujący się łukiem również mają trudności w trafieniu ptaka.